# Massimo Sgorbani
Massimo Sgorbani (Milano, 20 luglio 1963 – Castell'Arquato, 6 febbraio 2023) è stato un drammaturgo e scrittore italiano.

## Biografia
Laureato in filosofia presso l'Università degli Studi di Milano, comincia il suo percorso da drammaturgo diplomandosi presso la Civica Scuola d'Arte Drammatica Paolo Grassi di Milano. 

Con Angelo della gravità (un'eresia), nel 2001, ottiene il primo riconoscimento di rilievo nazionale, cioè il premio Speciale della Giuria del più importante concorso di drammaturgia italiano, il premio Riccione per il Teatro. La giuria, composta da Vincenzo Consolo, Elena De Angeli, Luca Doninelli, Marisa Fabbri, Mario Fortunato, Maria Grazia Gregori, Massimo Marino, Enzo Moscato, Luca Ronconi e Renzo Tian, assegna il premio a Sgorbani con la motivazione:
La storia vera dell’impossibilità di impiccare un condannato troppo pesante per essere retto dalla corda, accaduta negli Usa, viene trasformata nell’imprevedibile gustosissima autobiografia di un grasso bambino, destinato a rimanere sempre tale, che ci racconta un’infanzia italiana di tormenti perché “cicciobombo”, e una giovinezza presso uno zio d'America, nel paese dei suoi sogni per la libertà di mangiare che gli è consentita. Il Nostro scambia il consumismo del supermarket per un paradiso, esaltando la concezione del mondo come vomito di Dio, dove il mangiare - non solo ostie - è il segno della comunione col creatore; e il massimo dell’avvicinamento a lui, come sa dalla tele, consiste nel far assaporare a una ragazza la “crema” di quello che lui chiama il suo “wűrstel”. Ma se la cicciona rimorchiata al supermarket non ci sta, non gli resterà che farla fuori e finire in cella, ad aspettare una pena sospesa, perfezionando “un’eresia” che capovolge ogni valore, una cosa cioè che non accade soltanto ai mostri.
A questo seguono un secondo posto al premio Fersen per Il tempo ad Hanoi (2003) e una segnalazione speciale al Premio Riccione per il Teatro 2003, dove la giuria 
manifesta inoltre il suo apprezzamento per la continuità della ricerca dimostrata da Massimo Sgorbani anche nella sua nuova prova, Le cose sottili nell’aria, monologo di una madre e di un figlio avviati sulle strade maniacali di “normali” diversità.
Nel 2004 debutta Angelo della gravità (un'eresia) con la regia di Benedetta Frigerio e l'interpretazione di Franco Branciaroli. Dello stesso anno è anche Tutto scorre (una fatalità), un nuovo testo, stavolta non monologante, che debutta con la regia di Antonino Iuorio. Nel 2005 debutta Le cose sottili nell'aria, due anni dopo la segnalazione al premio Riccione, di nuovo con la regia di Iuorio; a cui segue nel 2007 il debutto di Dove ci porta questo treno blu e veloce, secondo episodio del testo che diventerà poi Causa di beatificazione, diretto da Andrée Ruth Shammah. L'anno successivo, il Teatro Franco Parenti di Milano dedica all'autore la sua prima, grande monografia: un focus tra il 22 e il 30 maggio intitolato Massimo Sgorbani. 6 spettacoli di un unico autore in 6 spazi di un unico teatro. Per l'occasione debutta anche una nuova produzione di Tutto scorre (una fatalità), diretta dalla Ruth Shammah, e soprattutto viene dato alle stampe il volume monografico Teatro, introdotto da Franco Quadri e pubblicato dalla Ubulibri. Il volume, oggi particolarmente raro perché rimasto senza ristampe da allora, racchiude Angelo della gravità (un'eresia), Tutto scorre (una fatalità), Le cose sottili nell'aria, Causa di beatificazione e Nell'ardore della nostra camera (un epicedio).
Seguono negli anni i testi Innocenza e Per soli uomini (racchiusi in un volume di Editoria&Spettacolo, Due pezzi quasi comici, nel 2009) e soprattutto l'acclamata trilogia Innamorate dello spavento, composta dai testi Blondi, Eva, Magda e lo spavento, e concepita insieme al Teatro i di Milano, con cui nasce la sua collaborazione più fruttuosa. I tre testi catturano le voci di alcune figure femminili legate ad Adolf Hitler, che precipitano inarrestabili verso la fine del Reich. Blondi, il primo dei tre testi, debutta nel 2013 al Piccolo Teatro di Milano, con la regia di Renzo Martinelli e l'interpretazione di Federica Fracassi, che si trasforma nel fedele esemplare di pastore tedesco che ha accompagnato gli ultimi giorni di vita del Führer. Eva, il secondo, debutta nello stesso anno con la regia dello stesso Martinelli, e intreccia invece la storia di Eva Braun, compagna di Hitler, con quella del suo film preferito, Via col vento. Magda e lo spavento, l'ultimo, si focalizza invece sulla figura particolarmente interessante di Magda Goebbels, moglie di Joseph Goebbels, che uccise i suoi sei figli prima di suicidarsi insieme al marito.
Successivi all'impegno con Teatro i sono stati poi i lavori Fuck Me(n) – Studi sull'evoluzione del genere maschile, scritto con Giampaolo Spinato e Roberto Traverso e pubblicato da Cue Press nel 2015, e Dopo Salò, una trilogia teatrale sull’Italia dalla caduta di Mussolini all’avvento di Berlusconi, scritta con Gianfranco Pedullà e pubblicata da Titivillus nel 2018.
È uno degli autori italiani selezionato per il progetto europeo di Fabulamundi. Playwriting Europe. In seno a questo progetto, lavora a Parigi e Târgu Mureș, e i suoi testi vengono tradotti in francese e in romeno.
È morto improvvisamente il 6 febbraio 2023, appena poche settimane dopo l'ultima rappresentazione di Eva, il suo testo scritto per Federica Fracassi e Renzo Martinelli, scelto per celebrare la chiusura di Teatro i nel dicembre del 2022.

## Teatrografia parziale
- Angelo della gravità (un'eresia)
- Il tempo ad Hanoi
- Tutto scorre (una fatalità)
- Le cose sottili nell'aria
- Causa di beatificazione
- Nell'ardore della nostra camera (un epicedio)
- Innocenza
- Per soli uomini
- Blondi
- Eva
- Magda e lo spavento
- Fiorirà la mandragola (una sit-com)
- Tracce mnestiche di un padre di famiglia [contenuto in Fuck Me(n)]
- Mille brividi d'amore: il sogno italiano degli anni Sessanta [contenuto in Dopo Salò]
- Arcitaliani: o le 600 giornate di Salò [contenuto in Dopo Salò]

## Pubblicazioni
- Teatro, Milano, Ubulibri, 2008, ISBN 9788877483041.
- Due pezzi quasi comici, Riano, Editoria & Spettacolo, 2009, ISBN 978-88-89036-86-0.
- Innamorate dello spavento, Corazzano, Titivillus, 2013, ISBN 978-88-7218-371-7.
- Fuck Me(n), Imola, Cue Press, 2015, ISBN 978-88-98442-33-1.
- Dopo Salò: una trilogia teatrale sull'Italia dalla caduta di Mussolini all'avvento di Berlusconi, Corazzano, Titivillus, 2018, ISBN 978-88-7218-442-4.

## Riconoscimenti
- 2001 Premio Speciale della Giuria, Premio Riccione per il Teatro
- 2003 Segnalazione per la continuità della ricerca, Premio Riccione per il Teatro
- 2008 Premio Franco Enriquez per la drammaturgia